# Powhattan (Kansas)
Powhattan – miasto położone w hrabstwie Brown.